# Obscura
Obscura är Gorguts tredje, och nog mest berömda, fullängdsalbum. Den släpptes 1998 på Olympic Records. Skivan är mycket annorlunda jämfört med deras tidigare musik.

## Låtlista
1. Obscura
2. Earthly Love
3. The Carnal State
4. Nostalgia
5. The Art of Sombre Ecstasy
6. Clouded
7. Subtle Body
8. Rapturous Grief
9. La Vie Est Prelude...
10. Illuminatus
11. Faceless Ones
12. Sweet Silence

## Musiker
- Luc Lemay - Gitarr, sång
- Steeve Hurdle - Gitarr, sång
- Steve Cloutier - Bas
- Patrick Robert - Trummor